# Тітов-Врх
Тітов-Врх, також відомий як Турчин або Шар — найвища вершина хребту Шар-Планина і друга найвища вершина в Македонії (після вершини Кораб). Її висота — 2747 м. Вершина лежить у масиві Рудока. Боговінська річка бере початок із південного боку вершини, а річка Пена — з північного.

## Загальний опис

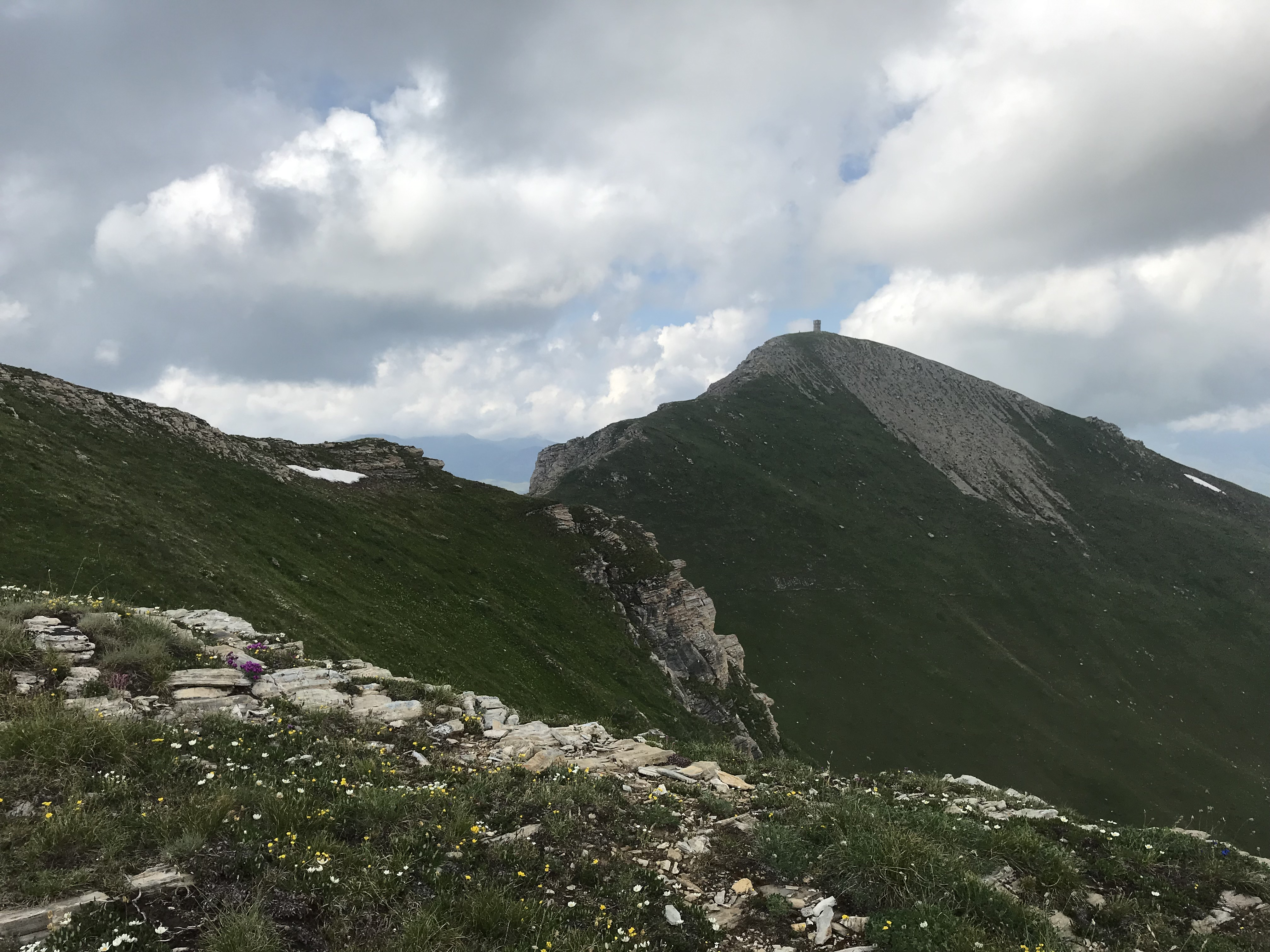
Вид на гору Тітов-Врх із Мал Турчина

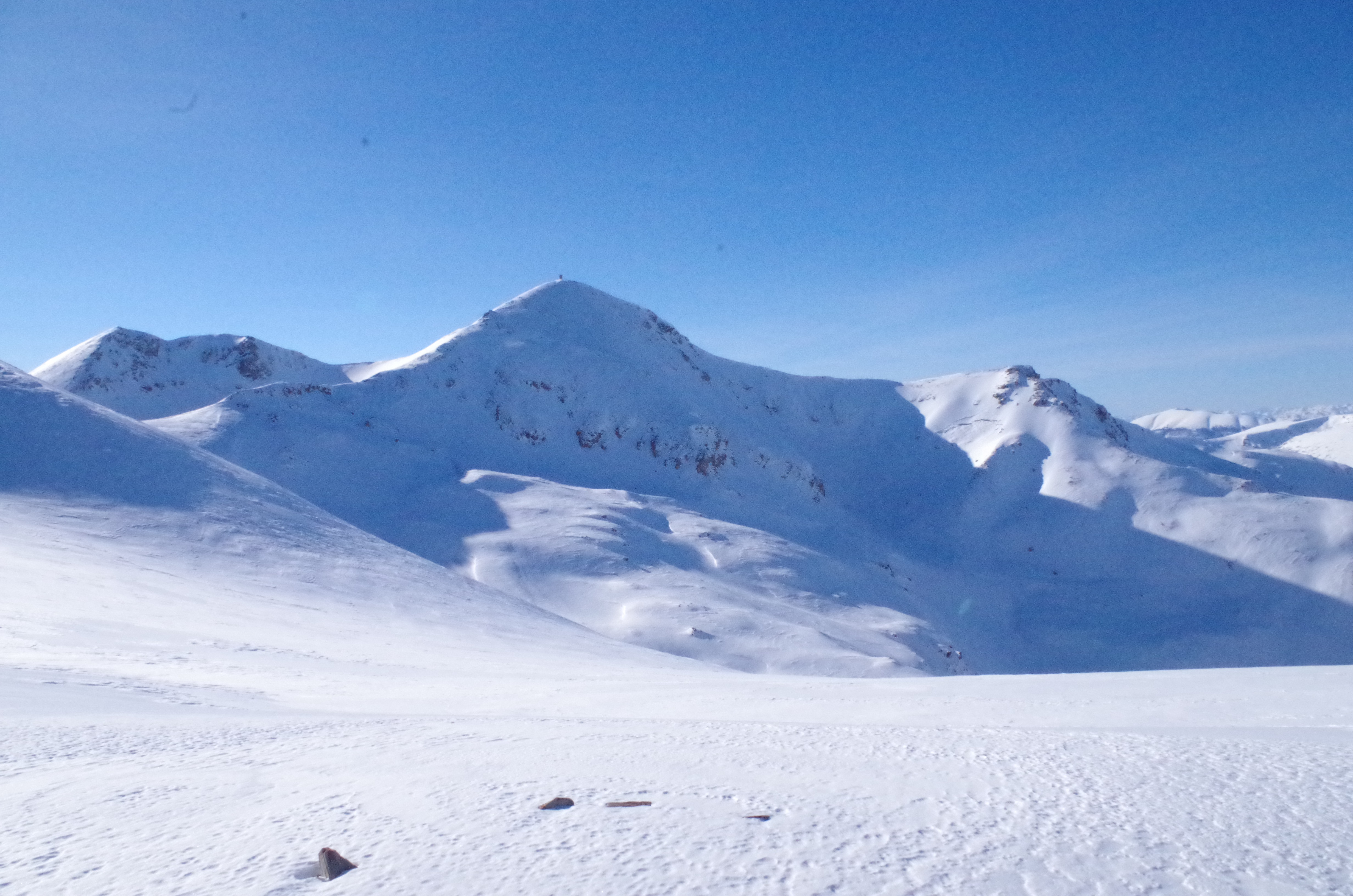
Вид на гору Тітов-Врх від підніжжя Бакардана

Ця вершина є найвищою вершиною хребта Шар і другою за висотою в Македонії. Як зазначалося вище, вона заввишки 2747 м. Вона лежить посеред хребта, у найвищій її частині, де всі три вершини гори перевищують 2700 м. Сама гора Тітов-Врх темна, завширшки близько 9 м. На плато на вершині, як відомо, побудована альпіністська вежа. За неофіційними даними, стежка Вакуфа, яка бере початок від Попової Шапки і закінчується на горі Тітовому-Врху, має довжину 15—17 км, а підйом цією стежкою займає 4—5 годин. Відчуття вражає, коли приблизно за 4 години важкої ходьби ви побачите верх, найбільш упізнаваний за вежею. І з того моменту, коли вам здається, що вершина вже в межах досяжності, у вас є ще 60 хвилин ходьби. На думку багатьох, це найскладніші хвилини як фізично (тут місцевість найкрутіша і найскладніша), так і розумово, через ілюзію, що вежа близько, але відносно далеко, і, звичайно, виникає неминуче виснажливе відчуття нетерпіння. Ці 4—5 годин підйому цікавий факт, що ви не побачите жодних слідів цивілізації. Ви будете оточені нескінченними трав'янистими пасовищами і подекуди побачите трохи «снігового язика» — як місцеві гірці в народі називають місця, де сніг все ще бореться з ніжним гірським сонцем.

## Походження та історія назви

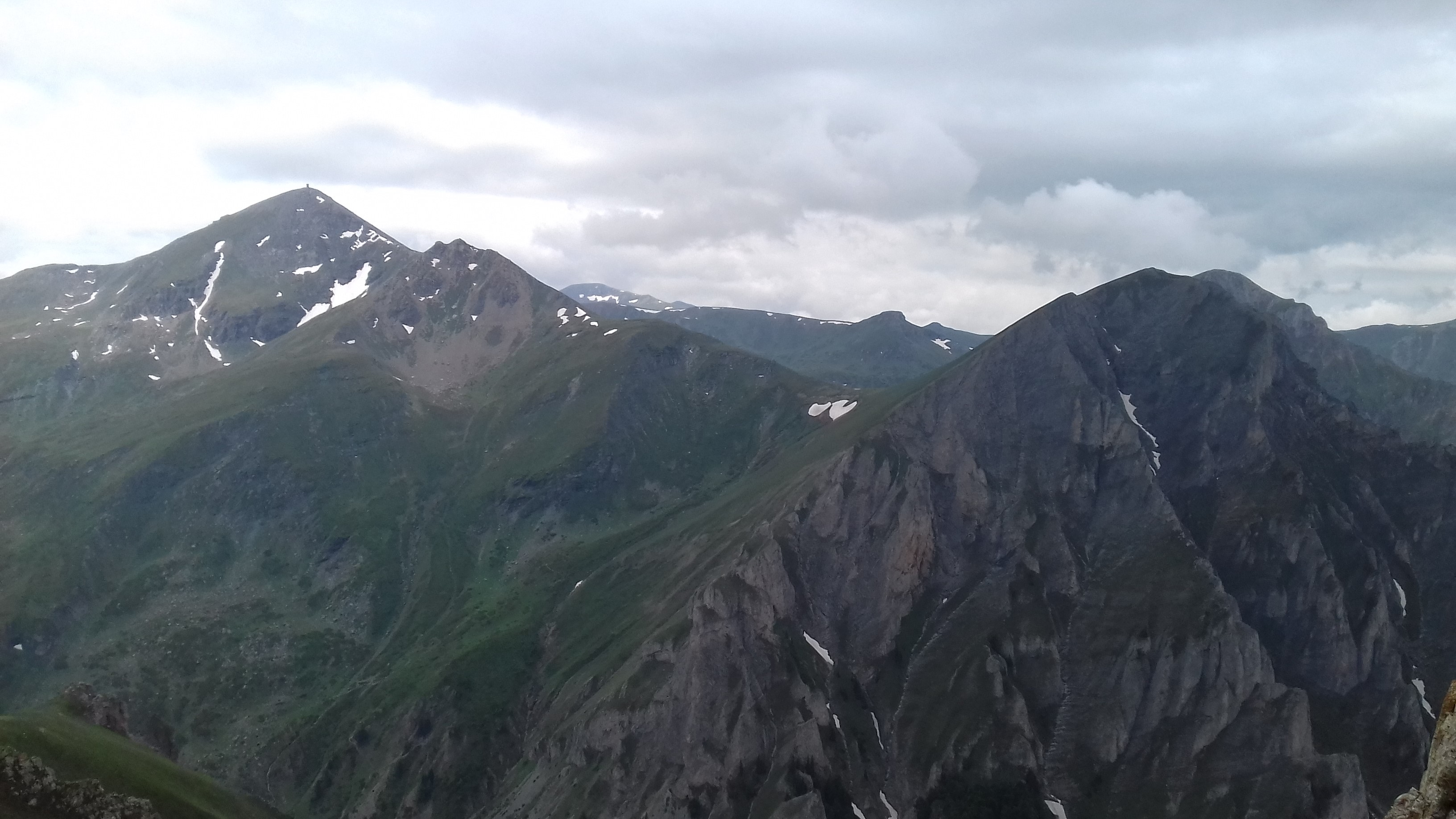
Вид на вершини Середній Камінь на передньому плані (праворуч) і Тітов-Врх на задньому плані (ліворуч)

Місце, де лежить вершина, міститься всередині хребта Шар. Навколо нього є ще 2 вершини з меншою висотою, а саме Мал Турчин 2702 м і Бакардан 2700 м. Оригінальною і справжньою, і водночас найдавнішою назвою цієї вершини є Шар, згідно з якою цілий гірський масив названо Шар-Планіна. Спочатку вершина та оригінально називалася Шар у кількох старих роботах і картах, зокрема в книзі «Матеріали з вивчення Македонії» македонського революціонера Георгі Петрова, який писав, що вершина так названа місцевим населенням і названо на її честь цілий хребет. За часів правління турків верхівку посередині назвали Турчин або Турчина Планіна, а двом іншим дали нинішні назви Мал Турчин і Бакардан. Під час османського панування було загальноприйнятою практикою називати найвищі вершини на честь султана (як це має місце в Осоговській Планині та багатьох інших горах), і це далі застосовувалося наступними властями, які прийшли і назвали пік на честь своїх лідерів — імператорів та президентів. Таким чином, назва вершини залишалася турецькою до 1934 року, коли в жовтні її перейменували на Александров Врх, на честь сербського короля Олександра I Карагеоргієвича. Під час Другої світової війни пік отримує свою стару назву Турчин або Великий Турчин. Так було до 21 квітня 1953 р., коли за рішенням Асамблеї Народної Республіки Македонія вершині надали теперішню назву Тітов Врх.

## Галерея

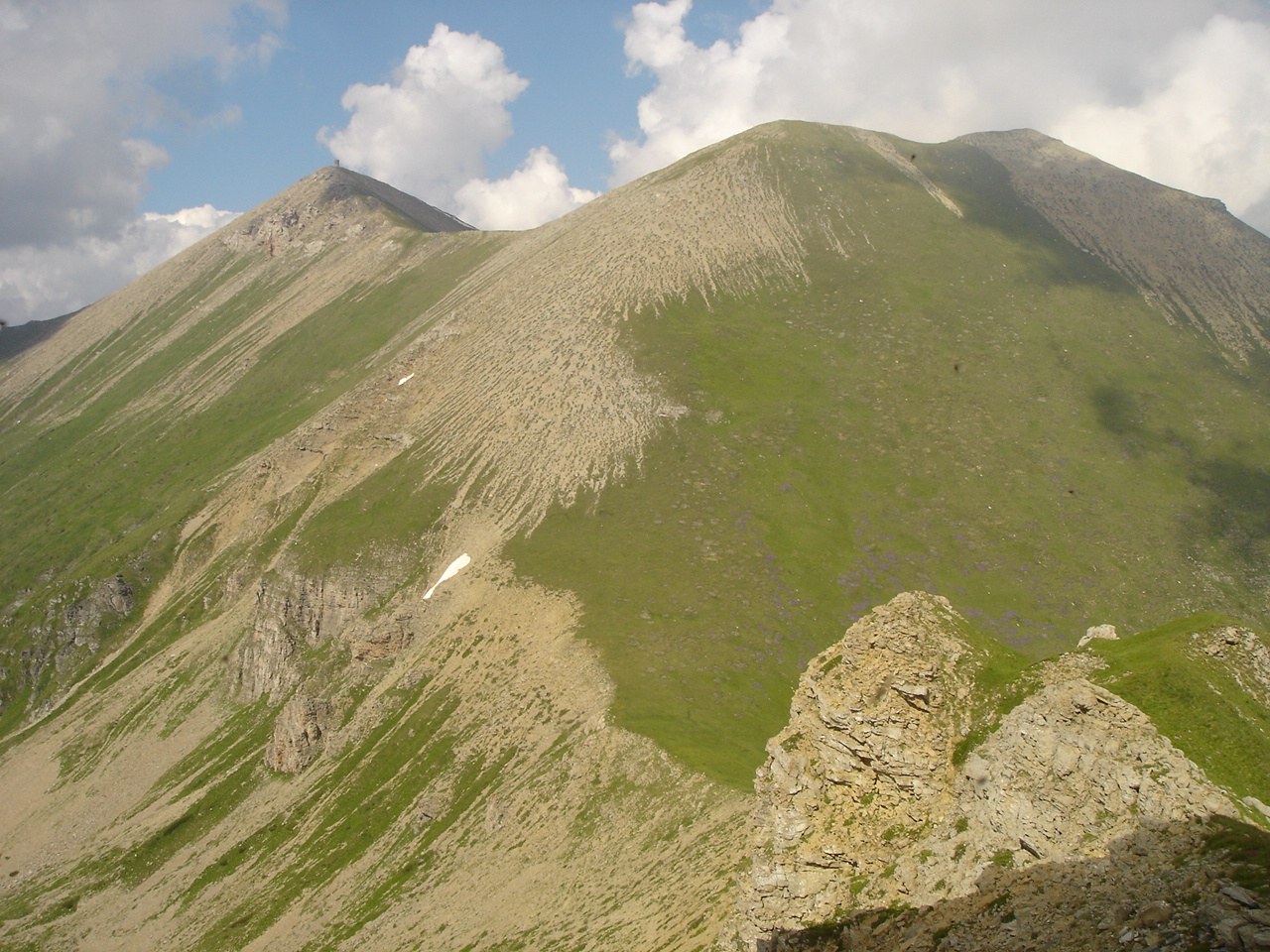
Гора Шар або Тітов (ліворуч) та Мал Турчин (праворуч), що видно з хребта Крива Шия
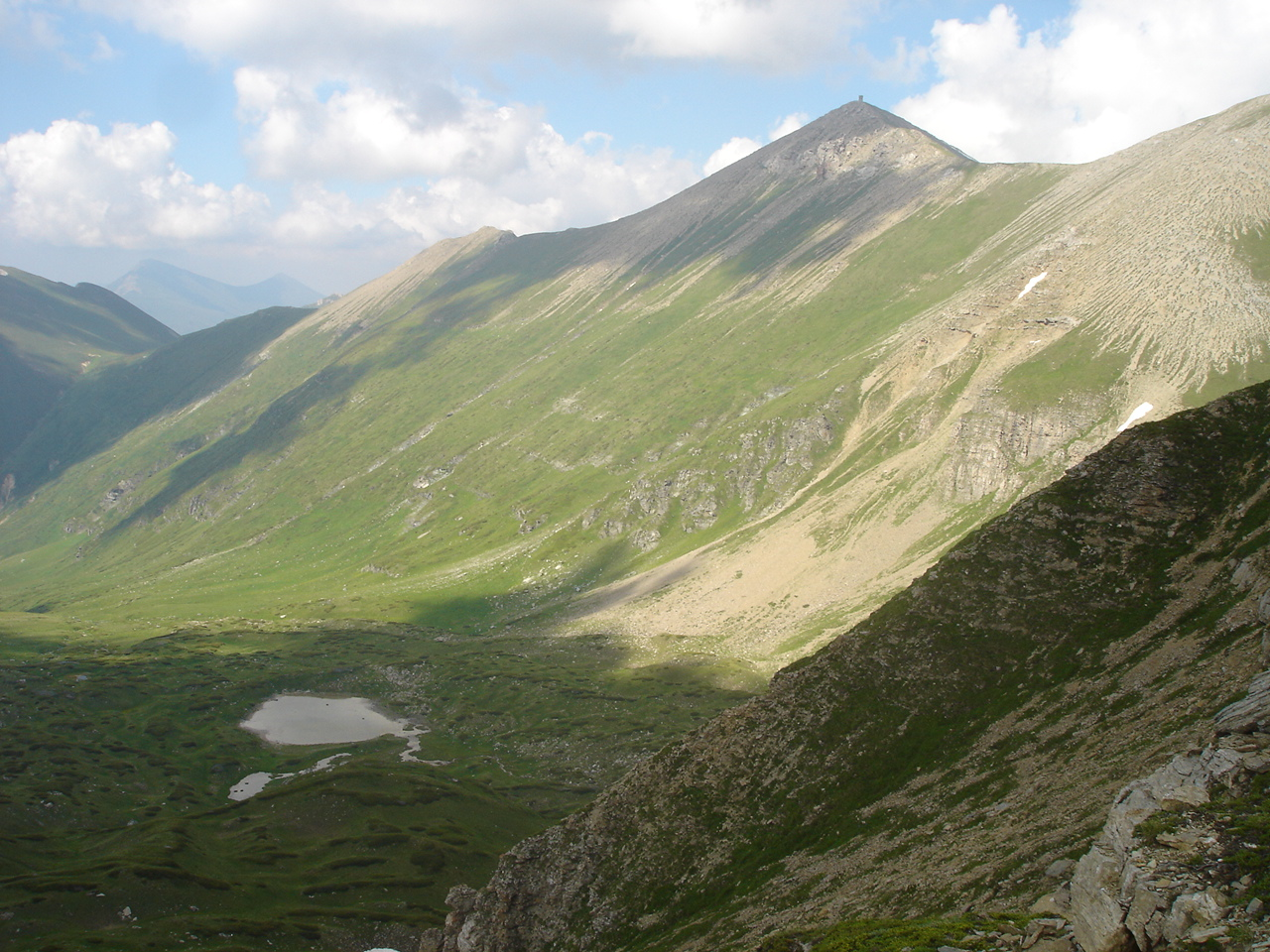
Гора Шар (Тітов) з Кривошиївським озером біля підніжжя
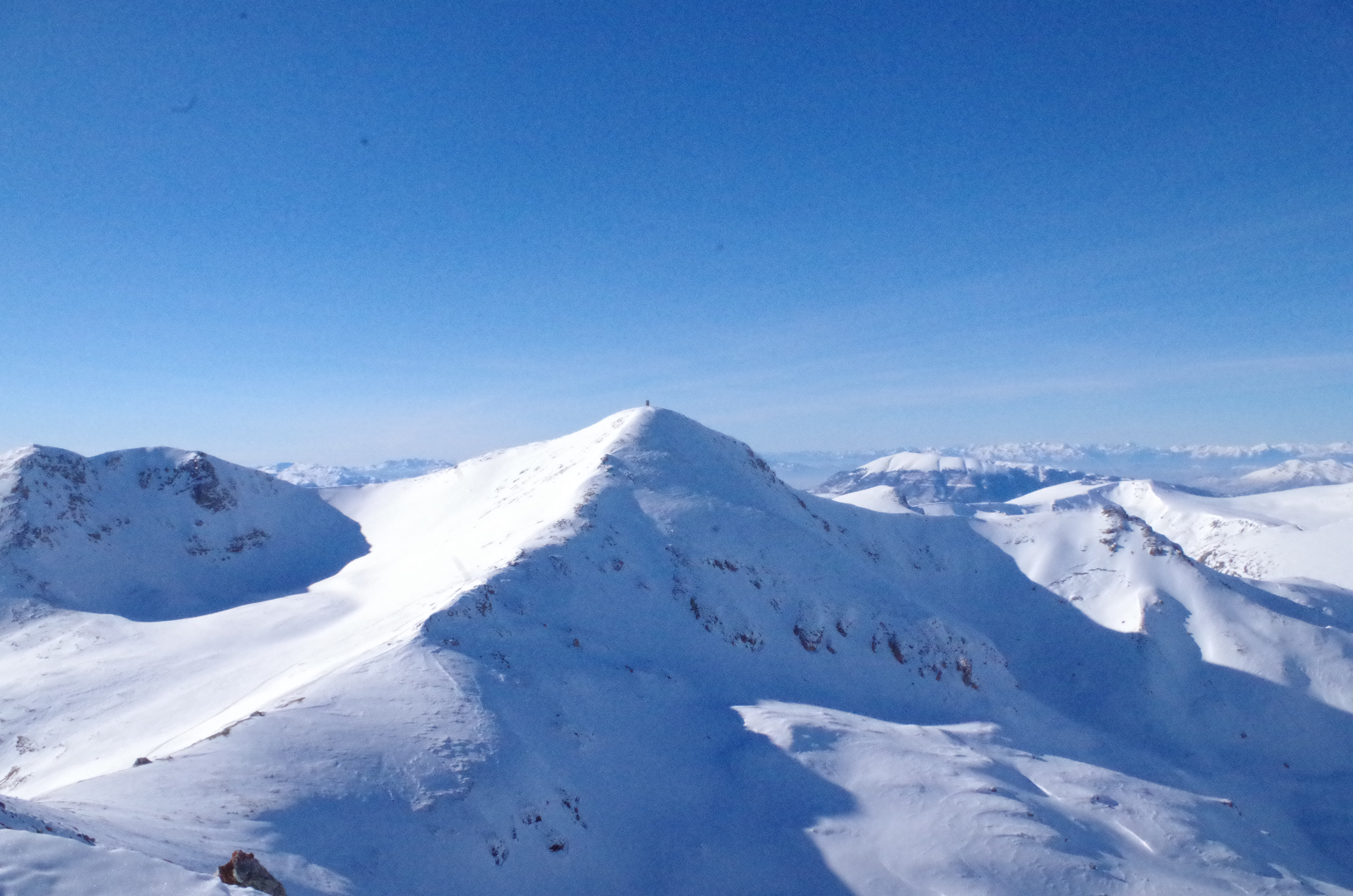
Вид на Тітов Врх із Бакардана
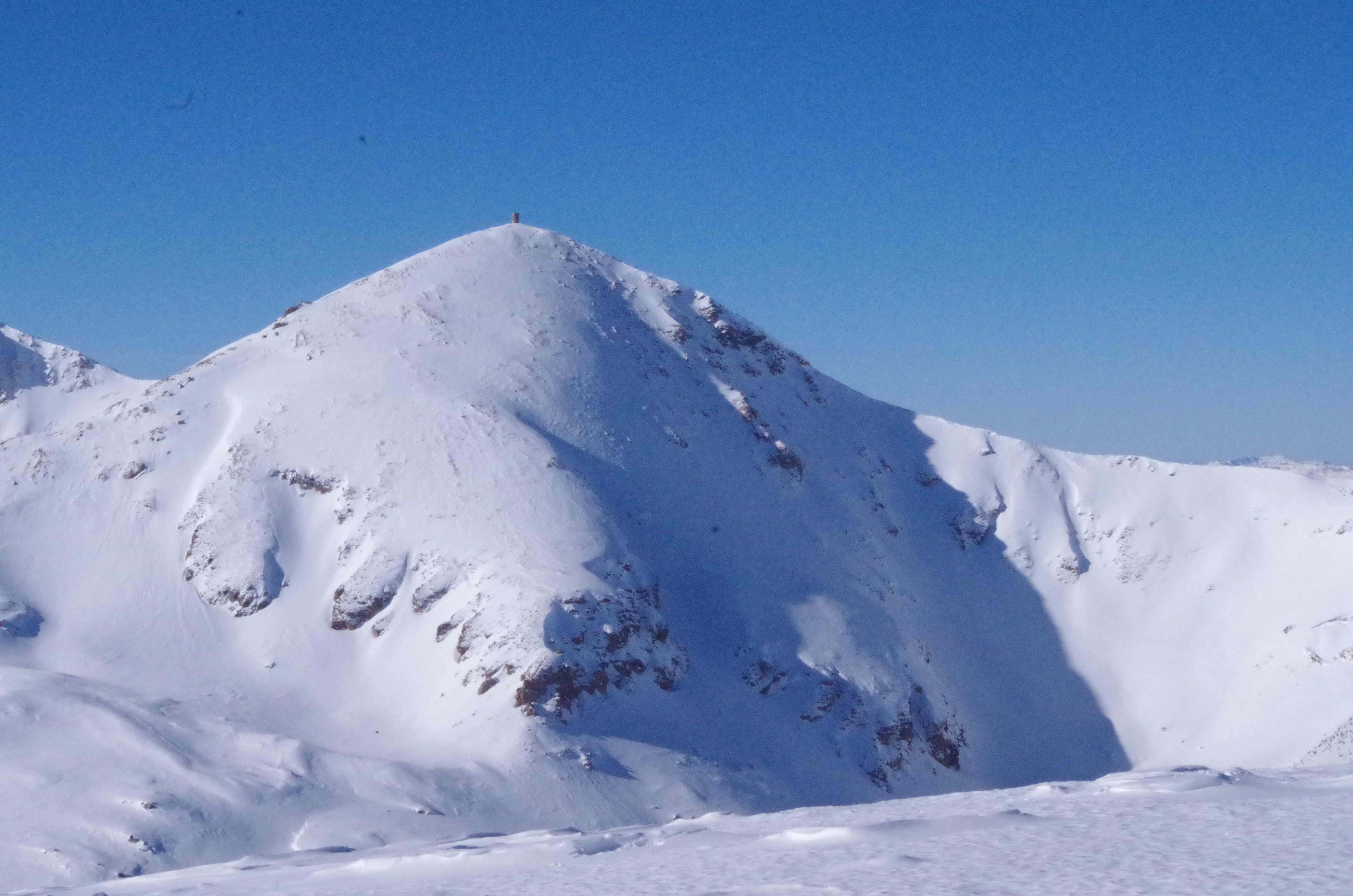
Вид із Тітового Врха
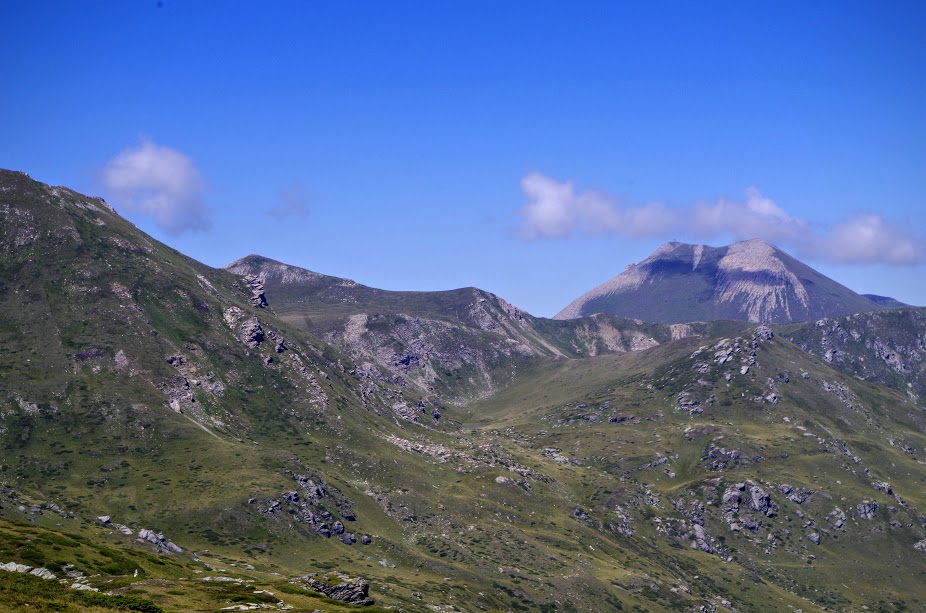
Вид на Тітов Врх та Мал Турчин із півдня
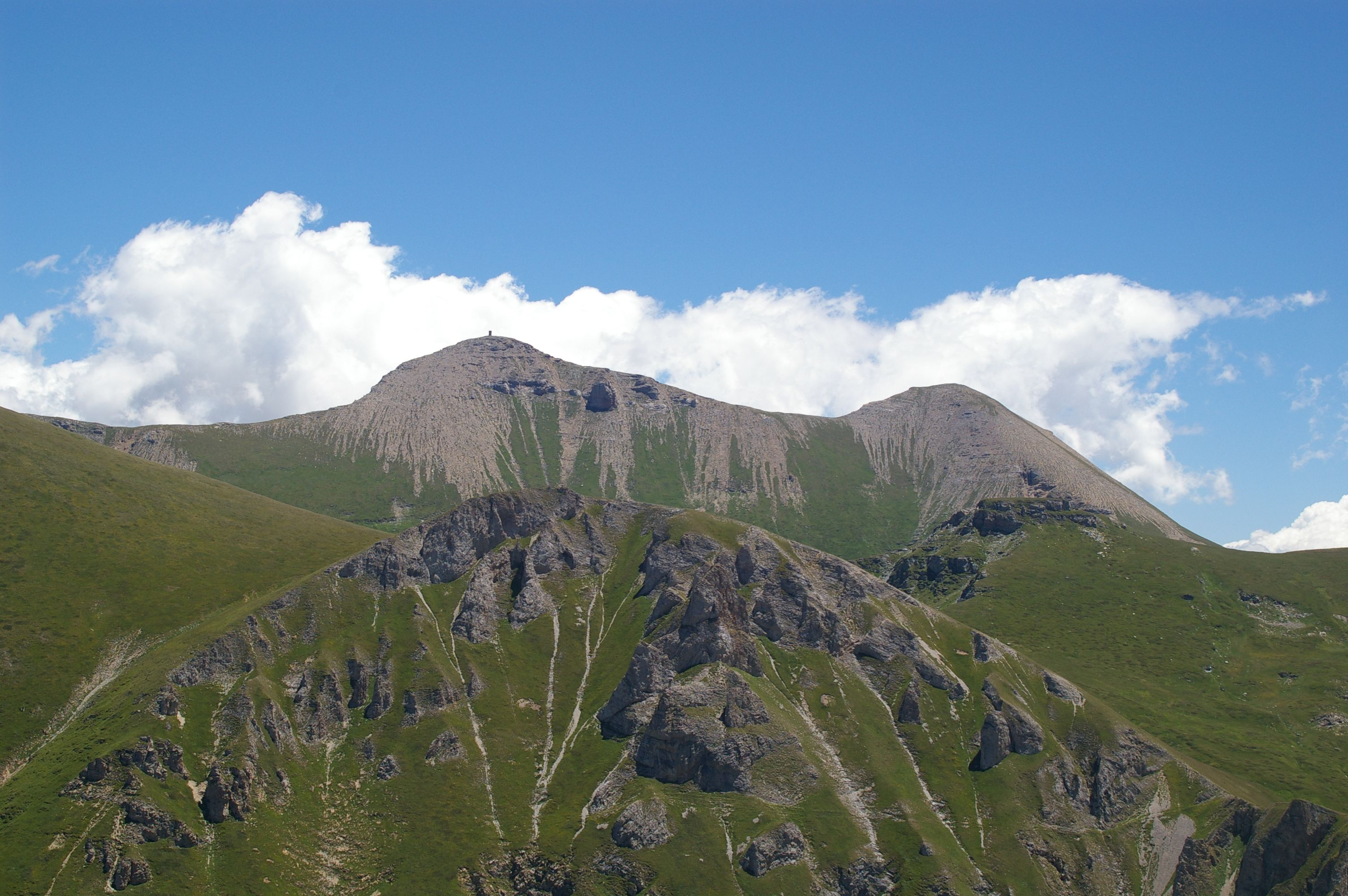
Тітов Врх (ліворуч) і Мал Турчин (праворуч)
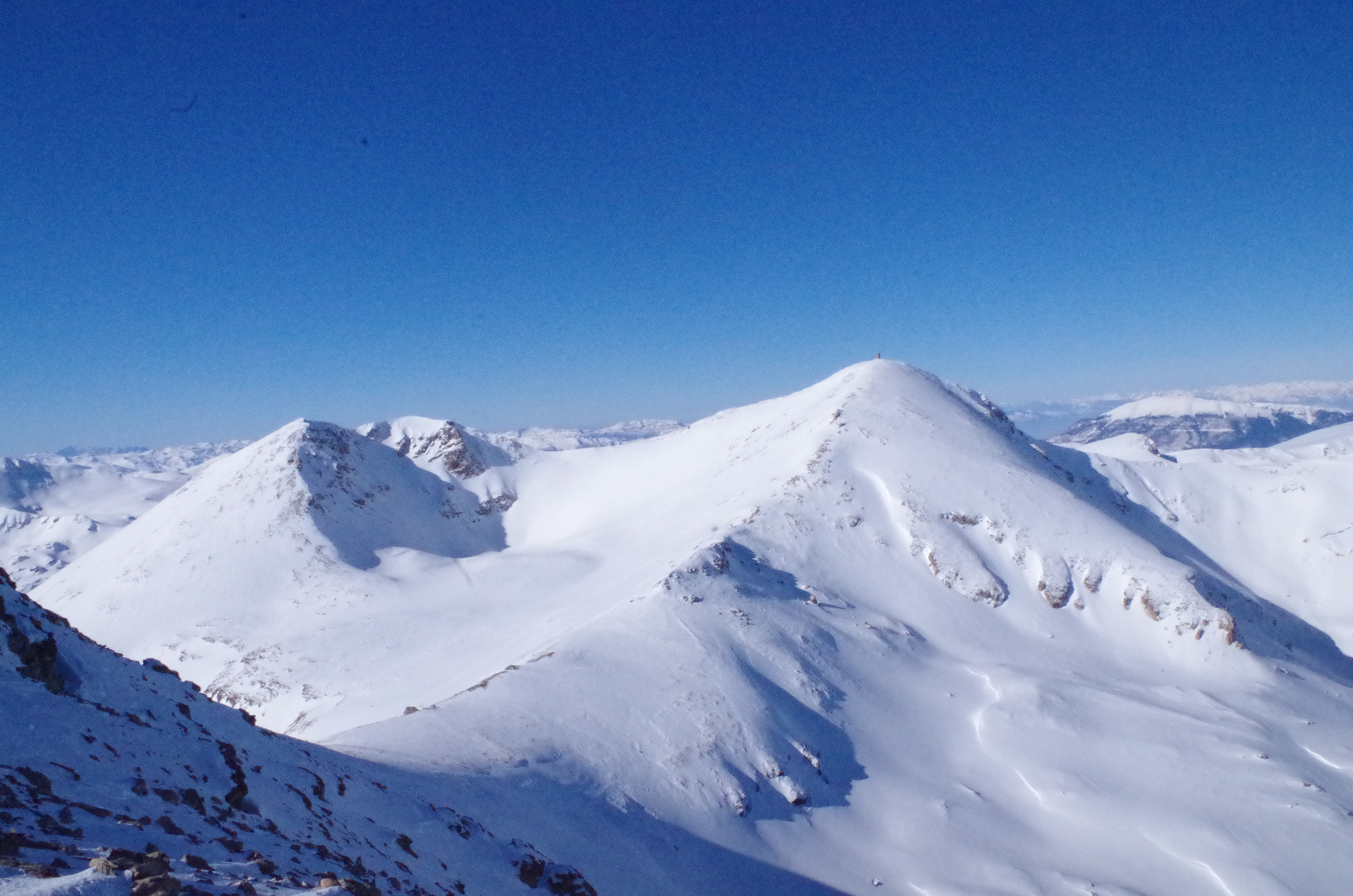
Вид з Тітового Врха
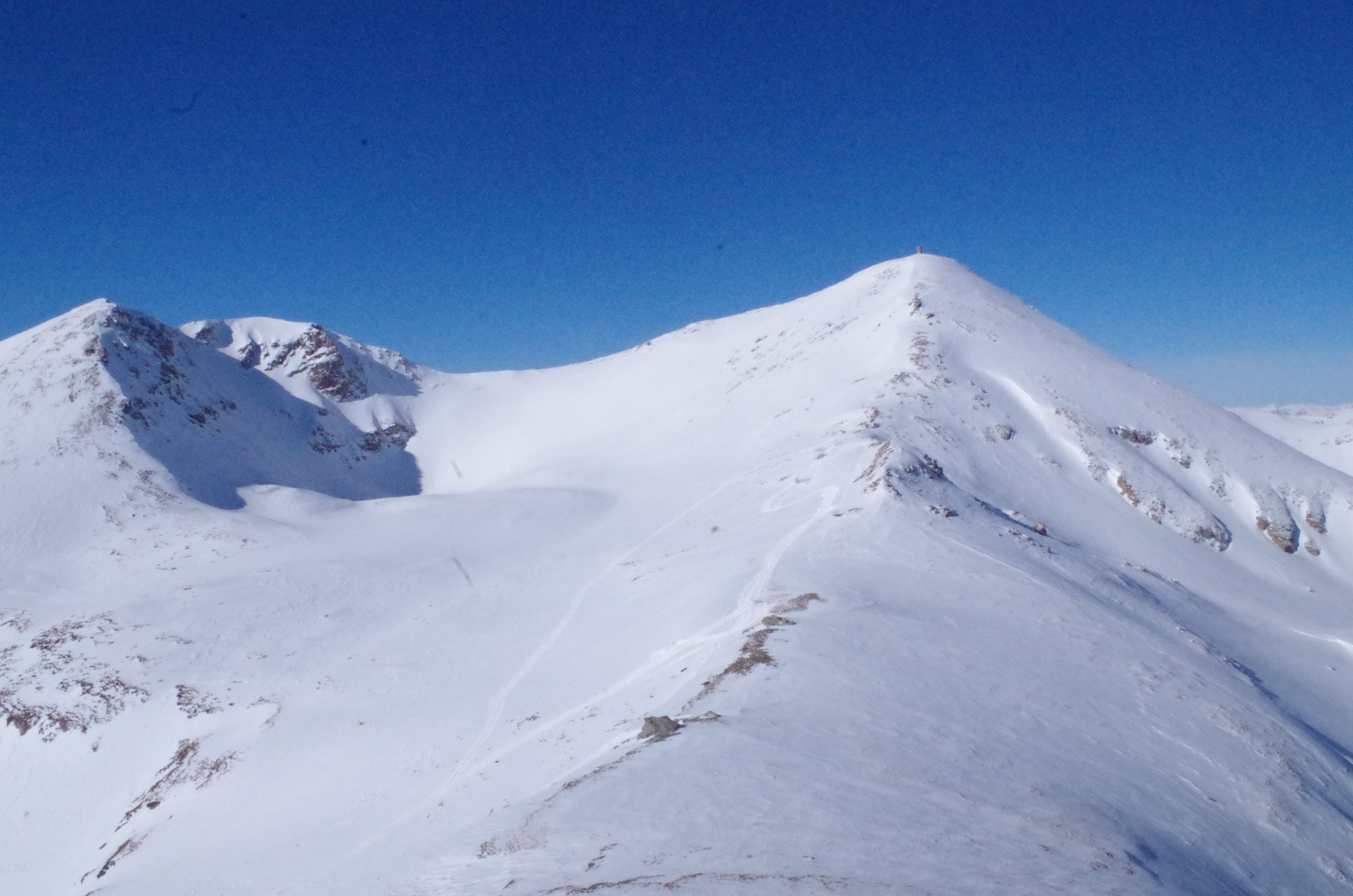
Вид з Тітового Врха
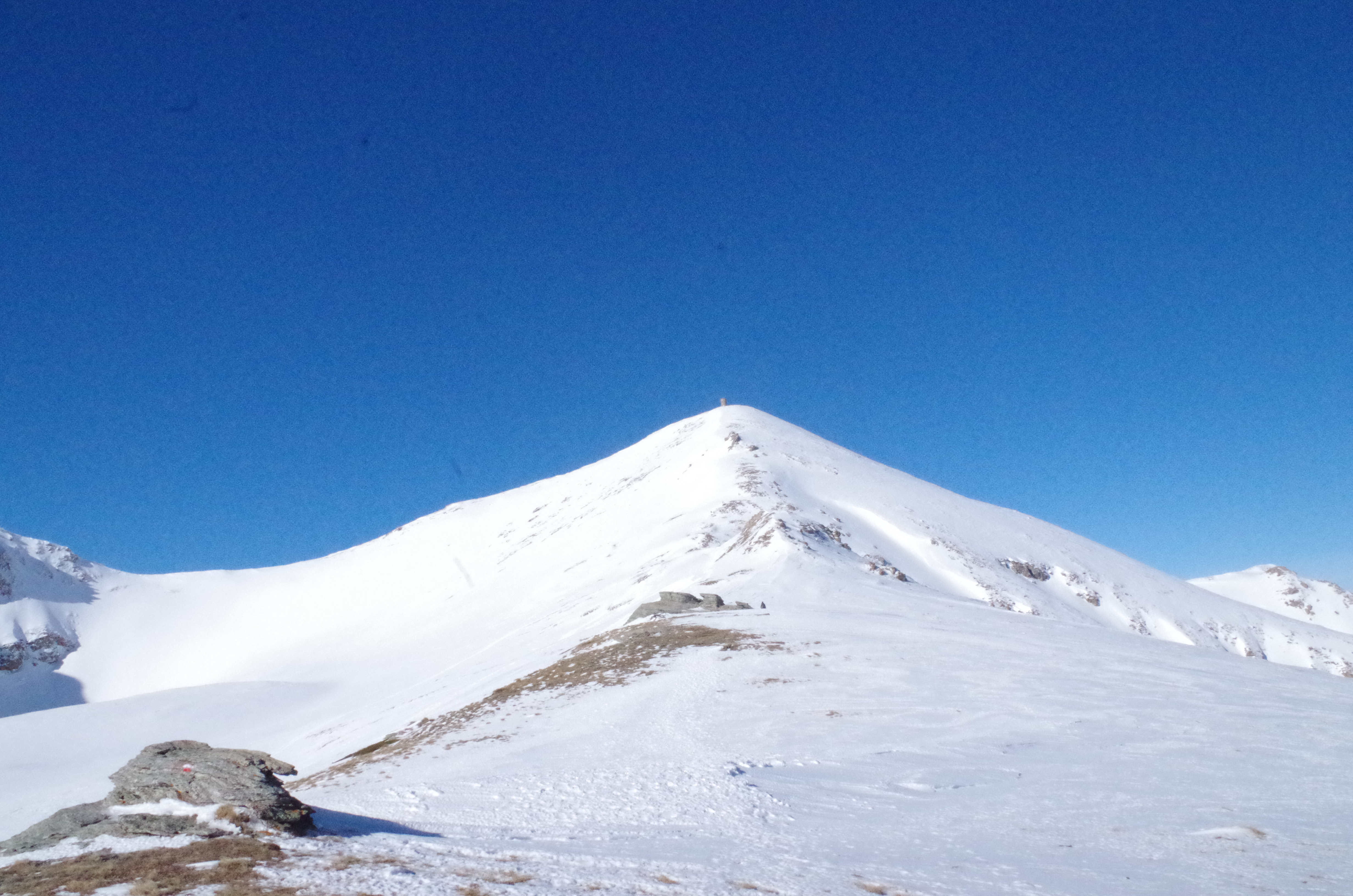
Вид з Тітового Врха
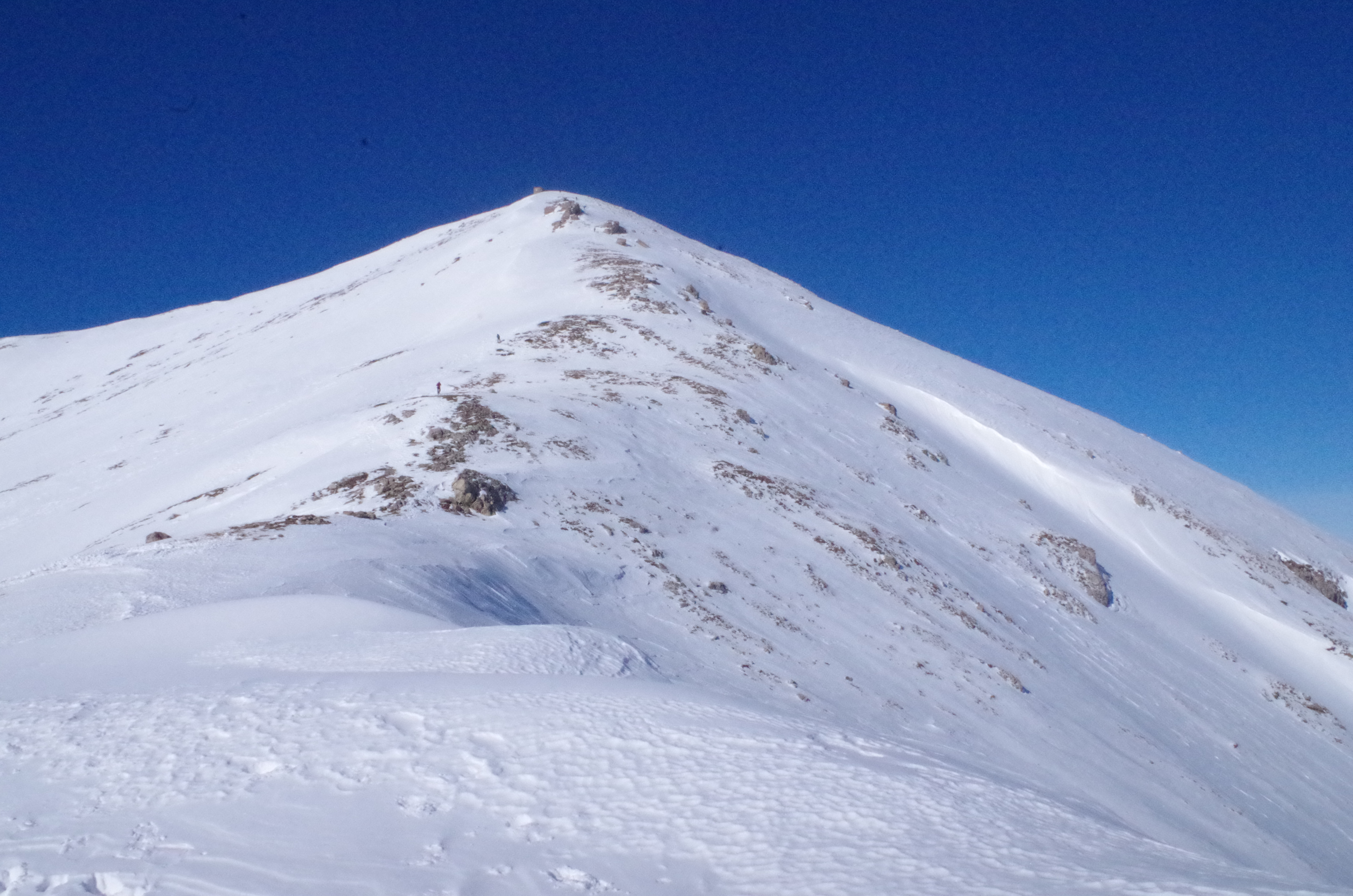
Вид з Тітового Врха
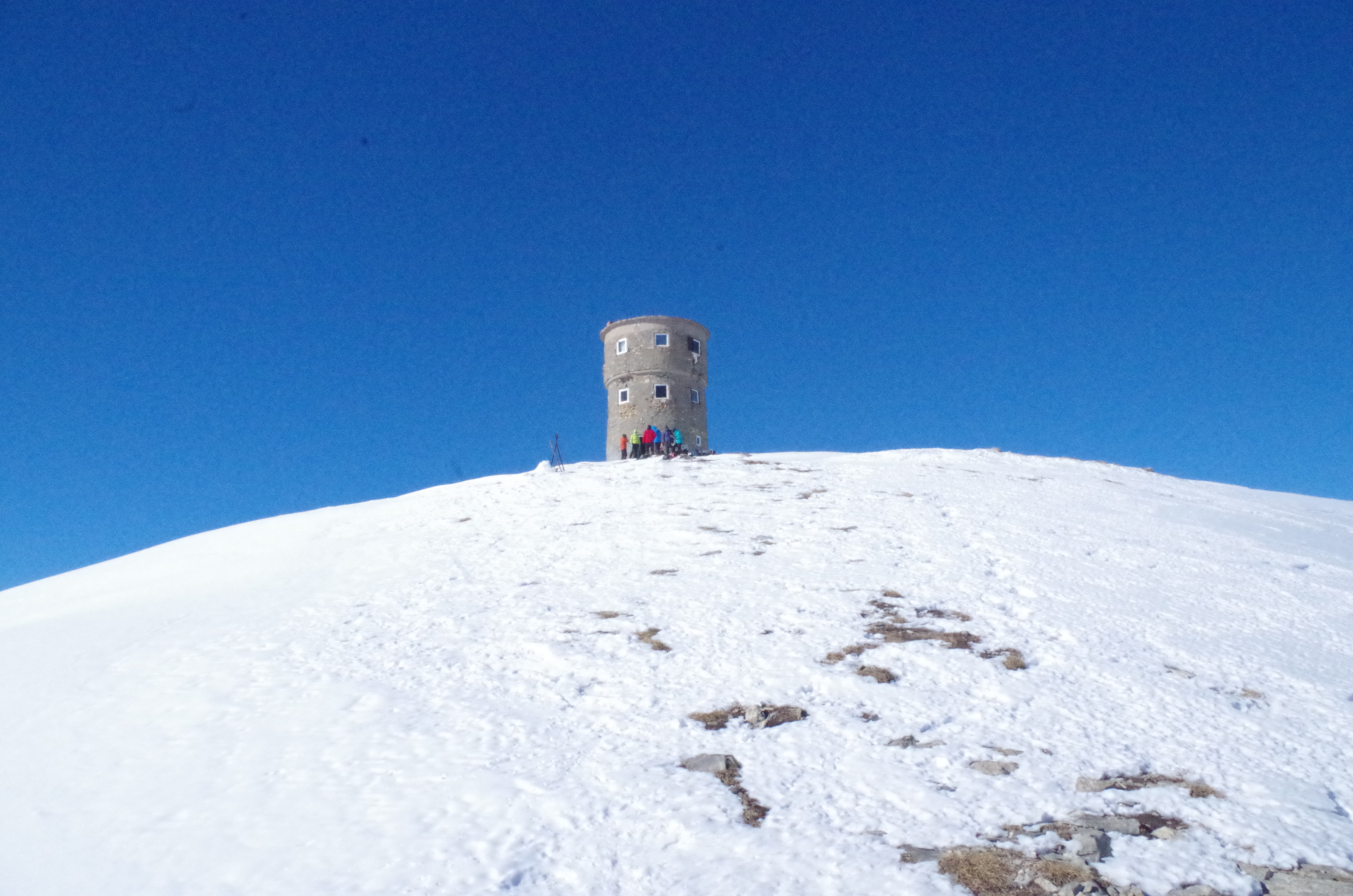
Упізнавана вежа на самій вершині